# Anomis benitensis
Anomis benitensis är en fjärilsart som beskrevs av Holland 1894. Anomis benitensis ingår i släktet Anomis och familjen nattflyn. Inga underarter finns listade i Catalogue of Life.